# بدیع‌الزمان میرزا (پسر محمدقلی میرزا)
بدیع‌الزمان میرزا ملقب به صاحب‌اختیار، شاهزاده قاجار و نوه فتحعلی‌شاه قاجار بود.
بدیع‌الزمان میرزا پسر محمدقلی میرزا ملک‌آرا (پسر دوم فتحعلی‌شاه) و مادرش دختر شاهرخ میرزا (چهارمین پادشاه دودمان افشاریه) بود. او ابتدا از طرف پدرش که حکومت مازندران را داشت، نایب‌الحکومه مازندران بود. در سال ۱۲۵۰ قمری به حکومت گرگان رسید. پس از درگذشت فتحعلی‌شاه تعدادی از شاهزادگان به طرفداری از علی میرزا ظل‌السلطان و بعضی نیز به طرفداری از حسینعلی میرزا فرمانفرما علیه محمدشاه قیام کردند. محمدشاه پس از سرکوب مدعیان سلطنت و نشستن بر تخت سلطنت، فرمان به تنبیه شاهزادگان یاغی داد. بسیاری از آنان را دستگیر و نابینا کرد و به تبعید فرستاد و ده‌تن را نیز قلعه اردبیل زندانی ساخت که عبارت بودند از: بدیع‌الزمان میرزا، حسنعلی میرزا شجاع‌السلطنه، علی‌نقی میرزا رکن‌الدوله، محمدتقی میرزا حسام‌السلطنه، امام‌وردی میرزا، شیخعلی میرزا، محمدحسین میرزا حشمت‌الدوله، محمود میرزا، اسماعیل میرزا و علی میرزا ظل‌السلطان.